# Stand by Me - Ricordo di un'estate
Stand by Me - Ricordo di un'estate (Stand by Me) è un film del 1986 diretto da Rob Reiner, tratto dal racconto Il corpo (The Body), contenuto nella raccolta di racconti Stagioni diverse di Stephen King.

## Trama
Ci troviamo a metà anni '80. Gordon Lachance, uno scrittore, detto Gordie, legge su un giornale della morte di Chris Chambers, il suo migliore amico d'infanzia, e ripensa a un'avventura accaduta quando aveva 12 anni. 
Siamo nel 1959. Gordie, Chris, Teddy Duchamp e Vern Tessio sono quattro amici dodicenni che vivono nella piccola cittadina di Castle Rock nell'Oregon e si preparano a passare al ginnasio. Un giorno, Vern, cercando dei soldi che aveva sotterrato, ascolta per caso una conversazione tra suo fratello maggiore Billy e un amico: viene così a conoscenza che i due, dopo aver rubato una macchina per fare un giro fuori città, si sono imbattuti casualmente nel cadavere di un ragazzino e non ne hanno denunciato il ritrovamento alla polizia a causa del furto appena commesso.
Vern corre a raccontarlo agli amici, i quali intuiscono che si tratti del corpo di Ray Brower, un ragazzo scomparso tre giorni prima dopo essersi allontanato da Castle Rock per raccogliere mirtilli. I quattro ragazzi, spinti dal desiderio di riscattarsi e diventare degli eroi agli occhi di tutti, decidono di andare alla ricerca del corpo e si mettono in cammino lungo i binari della ferrovia.
Questa avventura permetterà loro di confrontarsi e di crescere interiormente. Alla fine, dopo aver superato mille ostacoli, trovano il cadavere. A quel punto si scontrano coi ragazzi più grandi che avevano originariamente trovato il corpo e i loro amici, tra cui spiccano il fratello maggiore di Chris, Caramello, e il capo della banda: il pericoloso bullo Asso Merrill. Grazie al loro coraggio, i quattro amici riescono ad avere la meglio e ad allontanarli, ma durante il viaggio sono maturati a tal punto da pensare che una telefonata anonima alla polizia sia la cosa migliore per risolvere la questione.
La narrazione ritorna all'inizio del film: Gordie, ormai adulto e con figli, decide di scrivere un nuovo romanzo, in cui narra la storia del viaggio che fece da ragazzino alla ricerca del corpo di Ray Brower.

## Personaggi
- Gordie Lachance: è il protagonista del film, un ragazzo sensibile, molto intelligente e con un talento nel raccontare storie, che lo porterà a diventare scrittore. Alla morte del fratello maggiore Denny per un incidente, Gordie viene ignorato dai genitori, soprattutto dal padre, tanto da pensare che l'uomo avrebbe preferito la sua morte a quella del fratello. È il migliore amico di Chris.
- Chris Chambers: fratello di Caramello Chambers, membro della banda dei Cobra, è il leader del gruppo ed il migliore amico di Gordie. In paese non ha una bella reputazione. Il film si concentra anche sulla maturità che si sviluppa in lui e negli altri ragazzi nel corso del viaggio alla ricerca del corpo. Sarà la persona che spronerà al meglio Gordie a diventare uno scrittore, notando il suo talento. Dopo le superiori, si laureerà e diventerà un avvocato, ma morirà in giovane età difendendo un ragazzo durante una rissa.
- Teddy Duchamp: è un ragazzo molto eccentrico, con degli occhiali da vista neri ed è il ragazzo più matto della banda. Nonostante il padre insano di mente (ex-militare che ha partecipato allo sbarco in Normandia) gli abbia bruciato un orecchio appoggiandolo su una stufa accesa, lui continua a volergli bene ed a difenderlo imperterrito da ogni sorta di accusa. Nel film spesso prende in giro Vern (sempre ironicamente), e di conseguenza i due si scontrano. Da adulto proverà ad arruolarsi, ma verrà scartato, finirà diverse volte in galera e si ritroverà a fare lavoretti saltuari a Castle Rock.
- Vern Tessio: è un ragazzo insicuro, più infantile rispetto ai suoi amici, molto pauroso e un po' impacciato e spesso preso in giro dagli altri poiché sbadato ed in sovrappeso. Ha un fratello maggiore, Billy Tessio della banda dei Cobra. Da grande lavorerà come manovratore di gru, si sposerà e avrà 4 figli.

## Produzione
Il racconto Il corpo, dal quale è tratto il film, fa parte del libro Stagioni diverse, edito in Italia da Sperling & Kupfer e costituito da quattro storie differenti, una per ogni stagione. Oltre che dal racconto in questione, da ben altri due racconti facenti parte di questo lavoro di King sono state tratte altrettante pellicole cinematografiche: Le ali della libertà, dal racconto Rita Hayworth e la redenzione di Shawshank e L'allievo, dal racconto Un ragazzo sveglio.
Nel racconto e nel film in lingua originale Vern viene chiamato spesso "Vern-0" dagli altri e soprattutto da Teddy, cioè Vern-zero, mentre l'adattamento italiano non ha mantenuto questo gioco di parole. Le sigarette che i ragazzi fumano sono in realtà realizzate con foglie di lattuga. Rob Reiner s'arrabbiò moltissimo con Wil Wheaton e Jerry O'Connell quando dovettero girare la scena della corsa sul ponte, in fuga dal treno, dato che i due ragazzini non riuscivano a sembrare abbastanza spaventati; per far loro raggiungere lo stato d'animo che desiderava li minacciò di "ucciderli" perché gli addetti alla produzione erano stanchi per colpa loro e solo a quel punto li ritenne pronti per girare.
Il film fu girato da giugno ad agosto del 1985, tra gli Stati della California e dell'Oregon, a Brownsville precisamente. 
Il film uscì nei cinema americani l'8 agosto 1986 e viene distribuito nei cinema italiani il 27 marzo 1987. Il budget per la realizzazione fu di circa 8 milioni di dollari, mentre gli incassi totali ammontarono a oltre 52 milioni negli Stati Uniti.
Le canzoni anni cinquanta della colonna sonora sono alcune delle preferite di Rob Reiner. Inizialmente il titolo avrebbe dovuto essere The Body, ma poiché i produttori avevano già deciso di inserire nei titoli di coda della pellicola la famosa canzone di Ben E. King, il titolo fu modificato.

### Cast
Per il ruolo di Gordie adulto, il narratore, prima di scegliere Richard Dreyfuss furono presi in considerazione diversi attori. La scena iniziale fu girata con David Dukes, ma la sua voce non era adatta.
Rob Reiner si sentiva molto simile al personaggio di Gordie da piccolo (insicuro, un rapporto conflittuale col padre, cerca approvazione negli amici) tanto da renderlo il protagonista. Secondo l'autore invece, l'eroe tragico è Chris e per lui Gordie è solo il narratore. Ma, dice, «non è stato un problema, perché film e libri sono come mele e arance, sono entrambi buonissimi ma hanno sapori completamente diversi. Se funziona, sono felice. È fantastico.».
Reiner ha dichiarato che per lui fu duro rivedere la scena in cui Chris Chambers, interpretato appunto da River Phoenix, scompare in fondo alla strada dopo aver salutato l'amico Gordie, perché non aveva idea di ciò che sarebbe accaduto a River sette anni dopo.
L'attore Ethan Hawke ha rivelato di aver fatto i provini per il ruolo di Chris Chambers.

## Colonna sonora
Musiche di Jack Nitzsche.
1. Buddy Holly – Everyday – 2:07
2. Del Vikings – Let The Good Times Roll – 2:22
3. Del Vikings – Come Go with Me – 2:40
4. Del Vikings – Whispering Bells – 2:25
5. Silhouettes – Get a Job – 2:44
6. Chordettes – Lollipop – 2:09
7. The Coasters – Yakety Yak – 1:52
8. Jerry Lee Lewis – Great Balls of Fire – 1:52
9. Bobbettes – Mr. Lee – 2:14
10. Ben E. King – Stand by Me – 2:55
11. Leon René – Rockin' Robin – 2:38
12. Impalas – Sorry – 2:33

## Riconoscimenti
- 1987 - Premio Oscar
  - Nomination Miglior sceneggiatura non originale a Raynold Gideon e Bruce A. Evans
- 1987 - Golden Globe
  - Nomination Miglior film drammatico
  - Nomination Miglior regia a Rob Reiner
- 1987 - Independent Spirit Awards
  - Nomination Miglior film a Andrew Scheinman, Raynold Gideon e Bruce A. Evans
  - Nomination Miglior regia a Rob Reiner
  - Nomination Miglior sceneggiatura a Raynold Gideon e Bruce A. Evans
- 1986 - National Board of Review Awards
  - Migliori dieci film
- 1988 - Awards of the Japanese Academy
  - Nomination Miglior film straniero
- 1988 - BMI Film & TV Award
  - Miglior canzone (Stand by Me) a Ben E. King
- 1987 - Artios Award
  - Nomination Miglior casting per un film drammatico a Jane Jenkins e Janet Hirshenson
- 1987 - DGA Award
  - Nomination Miglior regia a Rob Reiner
- 1987 - WGA Award
  - Nomination Miglior sceneggiatura non originale a Raynold Gideon, Bruce A. Evans
- 1987 - Young Artist Awards
  - Jackie Coogan Award a Wil Wheaton, River Phoenix, Corey Feldman e Jerry O'Connell
- 1986 - Kinema Junpo Awards
  - Miglior film straniero a Rob Reiner